# 9K720 Iskander
El 9K720 Iskander (rus: Искандер; Denominació OTAN SS-26 Stone) és un sistema de míssils balístics russos de nova generació de curt o mitjà abast. També es pot utilitzar com a míssil balístic tàctic segons les necessitats del camp de batalla.

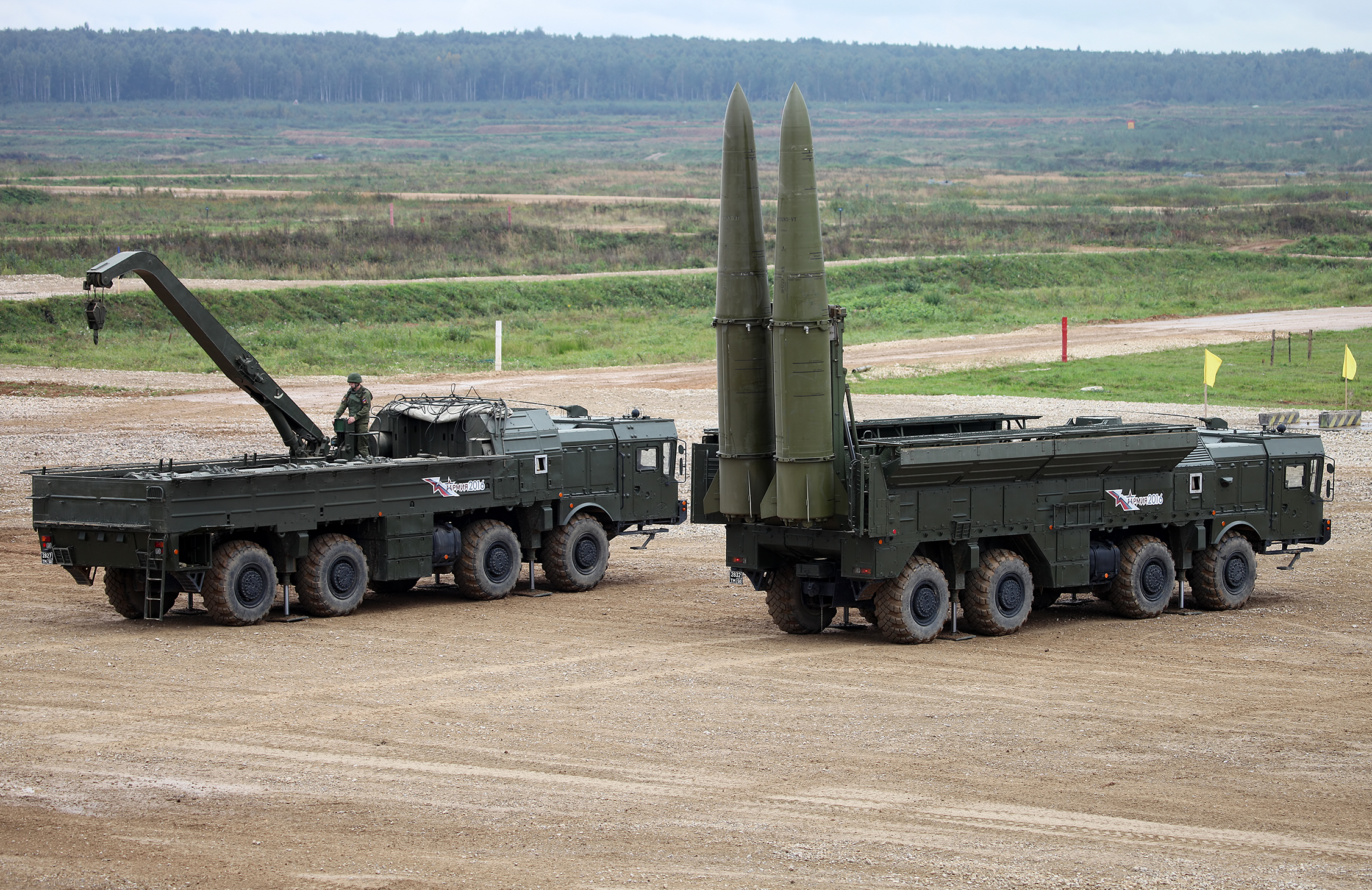
Transportador erector llançador amb 2 míssils desplegats i el seu vehicle de subministrament amb grua.

El sistema consta de diversos vehicles que proporcionen subministrament i control al vehicle de llançament. Aquest té la particularitat de transportar no només un míssil com el Scud, sinó dos alhora.

## Història
El primer llançament de prova d'un Iskander va tenir lloc l'octubre de 1995.
Armènia en va llançar alguns durant la guerra del 2020 a Nagorno-Karabakh, tot i que segons el primer ministre d'aquest país, van ser ineficaços. Un llançament que anava cap a la regió de Bakú va ser interceptat per un míssil israelià Barak 8.
Aquesta afirmació va ser contestada per les autoritats russes, les quals van afirmar que les forces russes havien utilitzat a Síria amb èxit la versió exportada a aquell país. Un dels dos objectius mostrats en un vídeo per les autoritats russes era un hospital de la ciutat d'Azaz, atacat a principis de 2016.
El Departament de Defensa dels Estats Units calcula que al voltant de 100 d'aquests míssils van ser disparats el primer dia de la invasió russa d'Ucraïna, el 24 de febrer de 2022. El 27 de febrer de 2022, un assessor del ministre de l'Interior ucraïnès va declarar que els míssils Iskander s'havien disparat des de Belarús. El ministeri de Defensa d'Ucraïna va afirmar que el 25 d'abril de 2022, dels 1.300 míssils balístics i de creuer disparats per les forces russes, el 62% havien estat Iskander.
El 27 de juny de 2023, dos iskanders van ser disparats des de Rússia a la ciutat de Kramatorsk, un va encertar el restaurant Ria Pizza i va matar 12 persones.

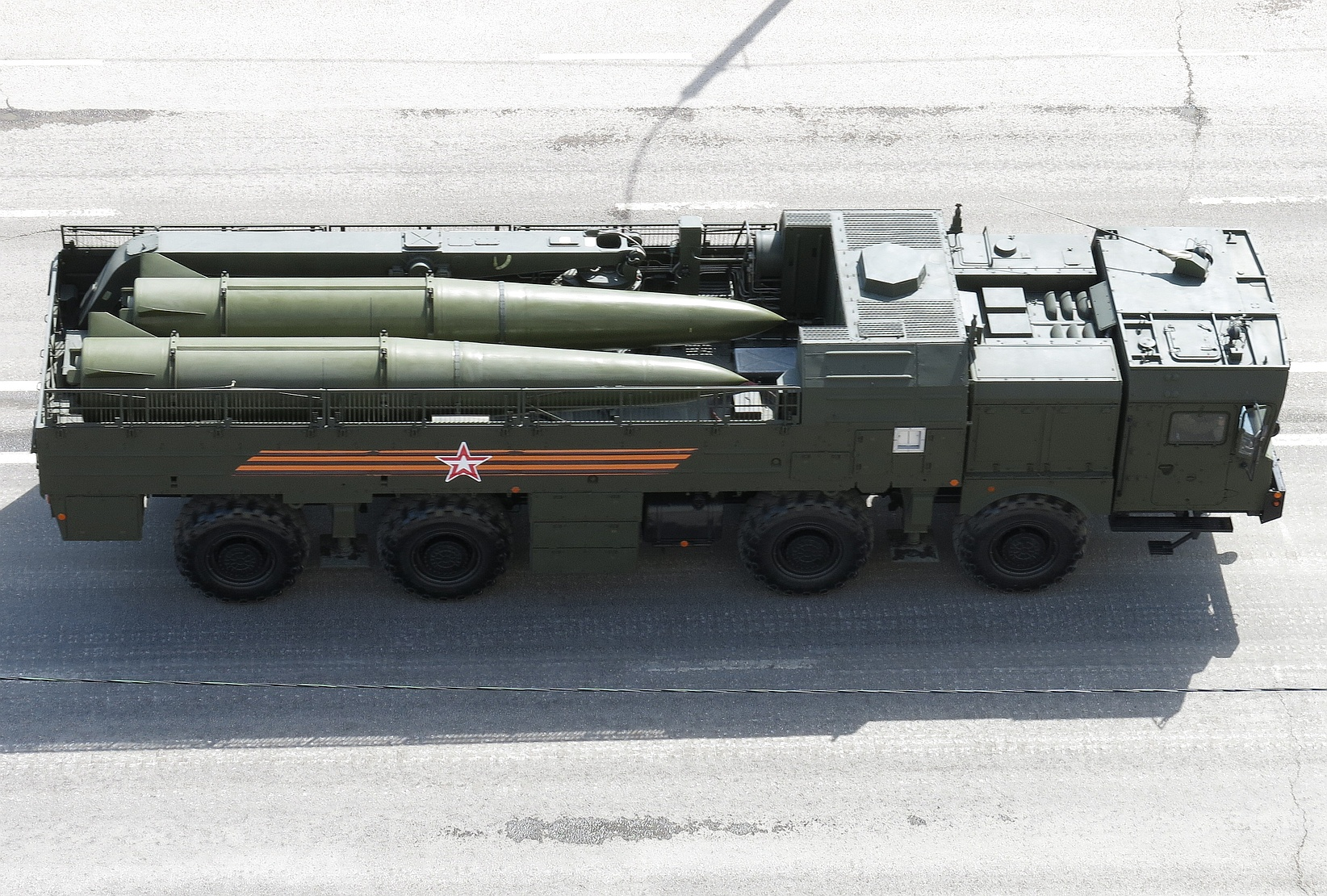
Vehicle d'aprovisionament amb grua i dos míssils en reserva.

La línia de producció modernitzada del 9M723 Iskander té una capacitat de producció mensual de sis míssils. L'aplicació de sancions destinades a dificultar l'adquisició de microelectrònica occidental per a Rússia empitjoraria significativament els seus problemes de sosteniment, donada la gran dependència existents dels xips americans, taiwanesos i altres tecnologies occidentals.

## Míssil
Complint amb els criteris de furtivitat, el 9M723K1 segueix una trajectòria anomenada quasi balística, és a dir que segueix una trajectòria més tensa que una trajectòria balística, la qual cosa li permet assolir el seu objectiu de manera més ràpida i discreta però a costa de rang reduït.
Només té una etapa de pólvora.

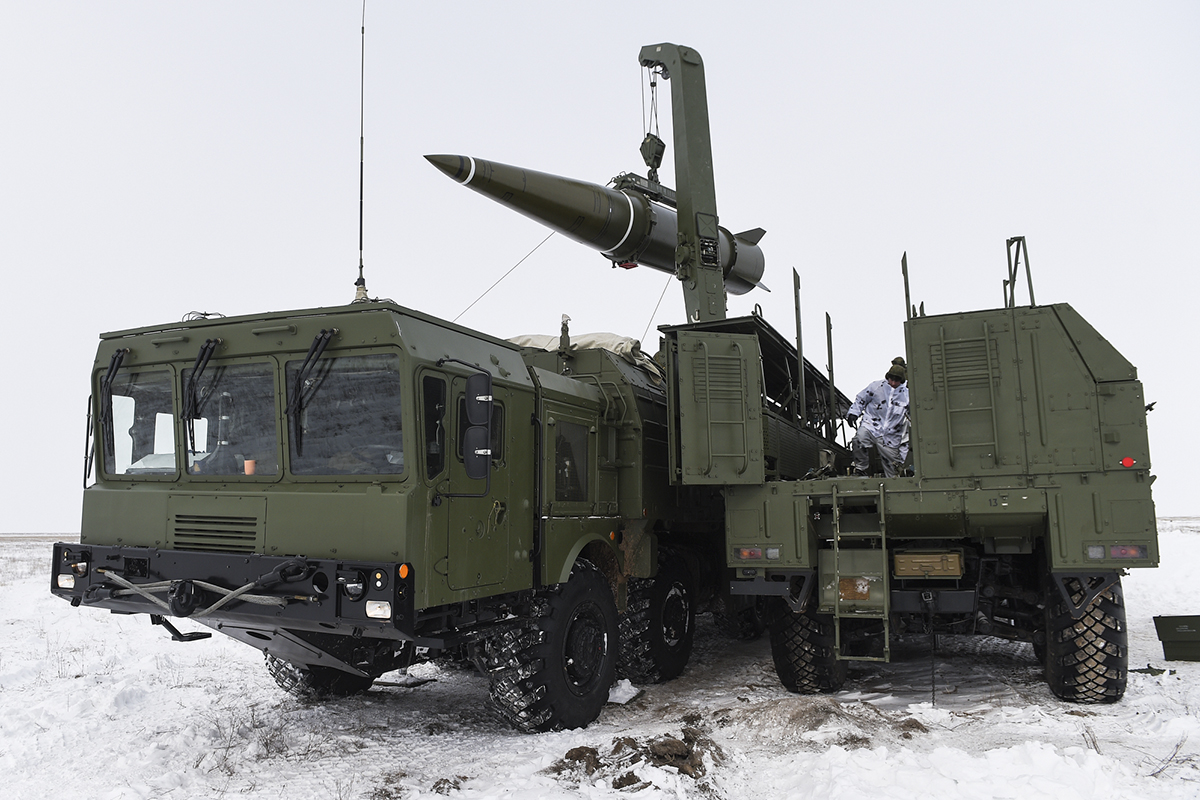
Recàrrega amb grua amb vehicle de subministrament en tàndem.

Té esquers electromagnètics GRAU 9B899 (9Б899) i cada míssil es capaç de transportar-ne sis. Això va ser descobert durant la guerra a Ucraïna.

### Objectius
- Sistemes d'artilleria i emplaçaments de míssils.
- Sistemes de defensa antimíssils i antiaeris.
- Avions i helicòpters aparcats.
- Llocs de comandament i nodes de comunicacions.
- Infraestructures civils.

### Variants
- Variant Iskander-M destinada a l'exèrcit rus.
- Variant Iskander-K amb míssils de creuer amb un abast de 2.000 km, inclòs el míssil 9M729 que va motivar la denúncia del Tractat de Forces Nuclears d'Abast Intermedi.
- Variant Iskander-E destinada a l'exportació amb un abast reduït a 280 km, és a dir, un míssil balístic tàctic.

## Operadors
- Algèria[11][12]
- Armènia
- Rússia
- Iran, 12 sistemes Iskander-E actualitzats s'hi van descobrir el 2021, algunes fonts diuen que la compra es va concloure a finals del 2018
- Síria, operada per Rússia a la base aèria de Hmeimim[13]
- Kirguizstan[14]
- Belarús[15]